# Osamosvojitev
Osamosvojitev države se zgodi, ko se del države formira v novo državo.